# Melanochromis auratus
Melanochromis auratus är en fiskart som först beskrevs av Boulenger, 1897.  Melanochromis auratus ingår i släktet Melanochromis och familjen Cichlidae. IUCN kategoriserar arten globalt som livskraftig. Inga underarter finns listade i Catalogue of Life.